# 1er Meijin (shogi) 1935-1937
| 2e Meijin (shogi) 1938-1939---} |
| ------------------------------- |

Le 1er Meijin de shōgi s'est déroulé du 16 juin 1935 au 6 décembre 1937.
Originellement dans le monde du shogi les Meijin l'étaient à vie, mais en 1935 Sekine Kinjiro le 13e Meijin décide de le réformer en un système à court terme basé sur le mérite. L'auteur de ce plan était Tomiji Nakajima qui était à l'époque un conseiller de la Nihon Shogi Renmei.

## Structure du tournoi
La méthode de sélection du 1er Meijin par mérite a été établi comme suit :
Pendant environ deux ans une ligue spéciale  Meijin Kettei Tokubetsu Rigu-sen est tenue afin de déterminer le Meijin.
Chaque compétiteur s'affrontera deux fois, les parties de la ligue spéciale compteront pour 55%. Pendant ce même temps les parties régulières compteront pour 45%

## Meijin-sen Seiseki

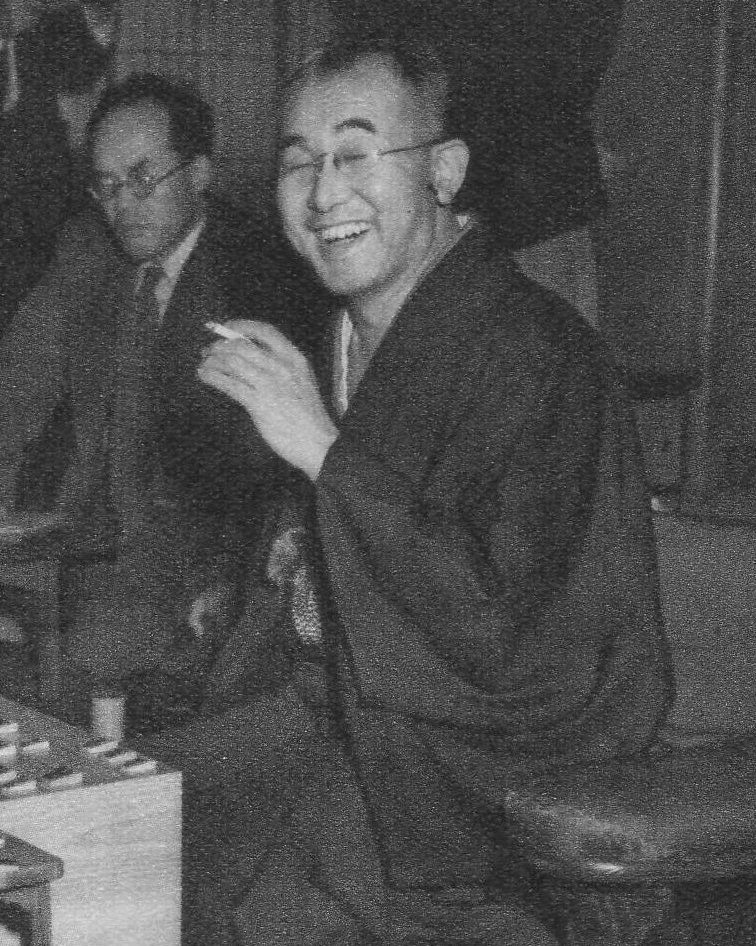
Yoshio Kimura, le vainqueur du tournoi.

| Yoshio Kimura木村良夫 | Yoshio Kimura木村良夫 | Yoshio Kimura木村良夫 | Yoshio Kimura木村良夫 | Yoshio Kimura木村良夫 | Yoshio Kimura木村良夫 | Yoshio Kimura木村良夫 | Yoshio Kimura木村良夫 | Yoshio Kimura木村良夫 | Yoshio Kimura木村良夫 | Yoshio Kimura木村良夫 |
| Joueurs               | Joueurs               | Joueurs               | Joueurs               | Meijin Kettei         | Meijin Kettei         | Meijin Kettei         | régulière             | régulière             | régulière             | Total                 |
| Joueurs               | Joueurs               | Joueurs               | Joueurs               | V                     | D                     | score                 | V                     | D                     | score                 | Total                 |
| --------------------- | --------------------- | --------------------- | --------------------- | --------------------- | --------------------- | --------------------- | --------------------- | --------------------- | --------------------- | --------------------- |
| 1                     | Yoshio Kimura         | 木村良夫              | 1905                  | 13                    | 2                     | 58,7                  | 27                    | 7                     | 45                    | 103,7                 |
| 2                     | Chōtarō Hanada        | 花田長太郎            | 1897                  | 13                    | 2                     | 58,7                  | 12                    | 8                     | 36,9                  | 95,6                  |
| 3                     | Ichitarō Doi          | 土居市太郎            | 1887                  | 8                     | 7                     | 40,3                  | 13                    | 8                     | 36                    | 76,3                  |
| 4                     | Tatsunosuke Kanda     | 神田辰之助            | 1893                  | 8                     | 7                     | 40,3                  | 7                     | 8                     | 29,3                  | 69,6                  |
| 5                     | Kingorō Kaneko        | 金子金五郎            | 1902                  | 7                     | 8                     | 36,7                  | 9                     | 11                    | 29,3                  | 66                    |
| 6                     | Kiyoshi Hagiwara      | 萩原淳                | 1904                  | 7                     | 8                     | 36,7                  | 7                     | 15                    | 24,1                  | 60,8                  |
| 7                     | Yasujirō Kon          | 金易二郎              | 1890                  | 5                     | 10                    | 29,3                  | 6                     | 12                    | 24,7                  | 54                    |
| 8                     | Kinjirō Kimi          | 木見金治郎            | 1878                  | 3                     | 12                    | 22                    | 0                     | 7                     | 12,8                  | 34,8                  |
| 9                     | Kumao Oosaki          | 大崎熊雄              | 1884                  | 0                     | 8                     | 11                    | 0                     | 4                     | 9                     | 20                    |

.